# Wędrowiec (powieść Fritza Leibera)
Wędrowiec (tyt. oryg. The Wanderer) – powieść fantastycznonaukowa amerykańskiego pisarza Fritza Leibera. Powieść ukazała się w 1964, polskie wydanie, w tłumaczeniu Julity Wroniak, wydało Wydawnictwo Czytelnik w 1980 w serii „Z kosmonautą”. Powieść otrzymała nagrodę Hugo w 1965.

## Fabuła
Na orbicie Ziemi wychodzi z nadprzestrzeni statek kosmiczny wielkości planetoidy. Bezsilni Ziemianie obserwują jak pojazd zaczyna wchłaniać naszego satelitę. Książka opisuje reakcje mieszkańców Ziemi wobec zaburzenia rzeczywistości.